# Carl Rudolf Florin
Carl Rudolf Florin (1894 — 1965) foi um botânico sueco. É considerado como um dos pioneiros no estudo das coníferas fósseis, especialista em gimnospermas. É autor de uma publicação sobre as coníferas do Terciário ao sul do Chile (1940).
Foi-lhe concedida a medalha de prata Darwin-Wallace em 1958. 
Descreveu três espécies vegetais:
- Cymbella diluviana
- Calocedrus decurrens
- Staurodesmus crassus

## Publicações
- On the geological history of the Sciadopitineae. Svensk Bot. Tidskr. 16 (2): 260-270 (1922).
- Die Koniferengattung Libocedrus Endl. in Ostasien. Svensk Bot. Tidskr. 24 (1): 117-131 (1930).
- Pilgerodendron, eine neue Koniferengattung aus Süd-Chile. Svensk Bot. Tidskr. 24 (1): 132-135 (1930).
- Untersuchungen zur Stammesgeschichte der Coniferales und Cordaitales. Erster Teil: Morphologie und Epidermisstruktur der Assimilationsorgane bei den rezenten Koniferen. Kongl. Svenska Vetenskapsakad. Handl. 10 (1) 1-588 (1931).
- Die Koniferen des Oberkarbons und des unteren Perms. Palaeontographica B 85: 1-729 (1938-1945).
- Evolution in Cordaites and Conifers. Acta Hort. Berg. 15 (2): 285-388 (1951).
- On Metasequoia, living and fossil. Bot. Not. 1 (105): 1-29 (1952).
- Nomenclatural notes on genera of living gymnosperms. Taxon 5 (8): 188-192 (1956).
- The distribution of Conifer and Taxad genera in Time and Space. Acta Hort. Berg. 20 (4): 121-312 (1963).
- The distribution of Conifer and Taxad genera in Time and Space; additions and corrections. Acta Hort. Berg. 20 (6): 319-326 (1966).